# Junkers A 35
Junkers A 35 là một loại máy bay đa năng của Đức, nó được dùng cho quân đội, huấn luyện và chở bưu phẩm.

## Biến thể
Junkers A 20
Junkers A 20L
Junkers A 20W
Junkers A 25
Junkers A 35

## Quốc gia sử dụng
Afghanistan
- Không quân Afghan

 Bulgaria
- Không quân Bulgary

 Chile
- Không quân Chile

 Đài Loan21 K53
 Phần Lan
- Không quân Phần Lan

 Germany
 Iran
- Không quân Đế quốc Iran

 Cộng hòa Tây Ban Nha
 Liên Xô
- Không quân Liên Xô - 20 Ju-20 (A 20 quân sự hóa)[1]

 Thổ Nhĩ Kỳ
- Không quân Thổ Nhĩ Kỳ - 64 A20,[2]

## Tính năng kỹ chiến thuật (A 35)
Dữ liệu lấy từ Thulinista Hornettiin
Đặc điểm tổng quát
- Kíp lái: 1
- Sức chứa: 1
- Chiều dài: 8,22 m (26 ft 11 in)
- Sải cánh: 15,94 m (52 ft 3 in)
- Chiều cao: 3,50 m (11 ft 6 in)
- Diện tích cánh: 29,76 m² (320,2 ft²)
- Trọng lượng rỗng: kg (lb)
- Trọng lượng có tải: kg (lb)
- Trọng tải có ích: kg (kg)
- Trọng lượng cất cánh tối đa: 1.600 kg (3.520 lb)
- Động cơ: 1 × Junkers L 5, 228 kW (305 hp)[3]

 Hiệu suất bay 
- Tốc độ không vượt quá: km/h (knots, mph)
- Vận tốc cực đại: 206 km/h (111 knot, 127 mph)
- Vận tốc hành trình: km/h (knots, mph)
- Vận tốc tắt ngưỡng: km/h (knots, mph)
- Tầm bay: km (nm, mi)
- Trần bay: m (ft)
- Vận tốc lên cao: m/s (ft/phút)
- Tải trên cánh: kg/m² (lb/ft²)
- Công suất/trọng lượng: W/kg (hp/lb)